# Jaden Ivey
Jaden Ivey (* 13. Februar 2002 in South Bend, Indiana) ist ein US-amerikanischer Basketballspieler, der bei den Detroit Pistons in der NBA spielt.

## Werdegang
Bis 2019 spielte Ivey an der Marian High School in der Stadt Mishawaka und hernach ebenfalls im US-Bundesstaat Indiana an der La Lumiere School in der Kleinstadt La Porte. Ab 2020 gehörte er der Hochschulmannschaft der Purdue University an. Seine in der Saison 2020/21 erreichten Werte von 11,1 Punkten, 3,3 Rebounds und 1,9 Korbvorlagen je Begegnung steigerte Ivey 2021/22 auf 17,3 Punkte, 4,9 Rebounds und 3,1 Korbvorlagen. Ende März 2022 gab er seinen Beschluss bekannt, Purdue zu verlassen und künftig als Berufsbasketballspieler tätig zu sein.
Die Detroit Pistons sicherten sich im Juni 2022 beim Draftverfahren der NBA die Rechte an Ivey.

### Nationalmannschaft
Mit der Nationalmannschaft seines Heimatlandes wurde Ivey 2021 U19-Weltmeister.

### Familie
Seine Mutter Niele Ivey war Basketballspielerin an der University of Notre Dame, später Co-Trainerin bei den Memphis Grizzlies sowie Notre-Dame-Cheftrainerin. Sein Vater Javin Hunter spielte American Football und wurde 2002 beim Draftverfahren der NFL von den Baltimore Ravens ausgewählt.

## Karriere-Statistiken
| Legende | Legende                                        | Legende | Legende                                                     | Legende | Legende                                          |
| ------- | ---------------------------------------------- | ------- | ----------------------------------------------------------- | ------- | ------------------------------------------------ |
| GP      | Absolvierte Spiele (Games played)              | GS      | Spiele von Beginn an (Games started)                        | MPG     | Absolvierte Minuten pro Spiel (Minutes per game) |
| FG %    | Wurfquote aus dem Feld (Field-goal percentage) | 3P %    | Wurfquote Drei-Punkte-Würfe (3-point field-goal percentage) | FT %    | Freiwurfquote (Free-throw percentage)            |
| RPG     | Rebounds pro Spiel (Rebounds per game)         | APG     | Assists pro Spiel (Assists per game)                        | SPG     | Steals pro Spiel (Steals per game)               |
| BPG     | Blocks pro Spiel (Blocks per game)             | PPG     | Punkte pro Spiel (Points per game)                          | FETT    | Karriere-Bestmarke                               |

### NBA

#### Hauptrunde
| Saison  | Team    | GP  | GS  | MPG  | FG % | 3P % | FT % | RPG | APG | SPG | BPG | PPG  |
| ------- | ------- | --- | --- | ---- | ---- | ---- | ---- | --- | --- | --- | --- | ---- |
| 2022–23 | Detroit | 74  | 73  | 31.1 | .416 | .343 | .747 | 3.9 | 5.2 | 0.8 | 0.2 | 16.3 |
| 2022–23 | Detroit | 77  | 61  | 28.8 | .429 | .336 | .749 | 3.4 | 3.8 | 0.7 | 0.5 | 15.4 |
| Gesamt  | Gesamt  | 151 | 134 | 29.9 | .422 | .339 | .748 | 3.7 | 4.5 | 0.8 | 0.4 | 15.4 |